# Сферофиза
Сферо́физа (лат. Sphaeróphysa) — род растений семейства Бобовые.

## Ботаническое описание
Травянистые растения.
Цветки ярко-красные, собраны в пазушные кисти.
Плоды — плёнчатые, вздутые нераскрывающиеся бобы.

## Виды
По информации базы данных The Plant List, род включает 4 вида:
- Sphaerophysa caspica (M.Bieb.) DC.
- Sphaerophysa kotschyana Boiss. — Сферофиза Кочи
- Sphaerophysa pycnorrhiza (Wall. ex Benth.) Benth.
- Sphaerophysa salsula (Pall.) DC. — Сферофиза солонцовая